# Martin Fourcade
Martin Fourcade (* 14. září 1988, Céret, Francie) je bývalý francouzský biatlonista, šestinásobný olympijský vítěz, třináctinásobný mistr světa a sedminásobný vítěz světového poháru, což z něj v tomto ohledu dělá rekordmana a předčil tím i slavného Nora Oleho Einara Björndalena.
První velkou medaili vybojoval na Zimních olympijských hrách 2010 ve Vancouveru, kde skončil druhý v závodě s hromadným startem. Ačkoliv na mistrovství světa startoval poprvé v roce 2009, první medaile vybojoval na mistrovství světa 2011 v Chanty-Mansijsku. Zde se stal poprvé mistrem světa, když vyhrál stíhací závod, k tomu přidal stříbrnou medaili ze sprintu a smíšené štafetě dopomohl k bronzové medaili. O rok později, na mistrovství světa 2012 v Ruhpoldingu, dokázal zvítězit ve sprintu, stíhacím závodě a závodě s hromadným startem, a stal se tak trojnásobným mistrem světa. Na tomto šampionátu vybojoval s mužskou štafetou také druhé místo. Na světovém šampionátu 2013 v Novém Městě na Moravě vyhrál vytrvalostní závod a v dalších čtyřech závodech obsadil druhá místa. Na šampionátu ve finském Kontiolahti v roce 2015 nejprve vybojoval se smíšenou štafetou stříbrné medaile a poté dokázal zvítězit ve vytrvalostním závodě. Norský šampionát v Oslu v roce 2016 zahájil zlatou medailí ve smíšené štafetě a ve sprintu dokázal na smíšenou štafetu navázat, když po čisté střelbě závod ovládl. V následné stíhačce pak pozici na startu ze sprintu uhájil a vybojoval třetí zlato na šampionátu. Čtvrtý nejcennější kov zaznamenal ve vytrvalostním závodě, kde dokázal triumfoval i s jednou trestnou minutou a v závodě s hromadným startem ukořistil stříbro. Na MS 2017 v rakouském Hochfilzenu získal stříbrnou medaili v závodě smíšených štafet, k té pak ve sprintu přidal medaili bronzovou, v navazujícím stíhacím závodě získal kov nejcennější, který značil desátý individuální triumf ze šampionátů a ve vytrvalostním závodě přidal další bronzovou medaili. Se štafetou pak obsadil druhou příčku a získal tak svou jubilejní desátou stříbrnou medaili ze světových šampionátů. Na MS 2020 v Anterselvě získal bronzovou medaili ve sprintu, ve vytrvalostním závodě vybojoval jedenáctý individuální titul mistra světa (vyrovnal tím rekord Björndalena) a s mužskou štafetou získal svoje další zlato, jediné zbývající. Francouzská štafeta vybojovala titul po 19 letech.
V celkovém hodnocení světového poháru zvítězil v sezónách 2011/12, 2012/13, 2013/14, 2014/15, 2015/16, a 2016/17 a 2017/18. V sezóně 2019/2020 skončil druhý. Před posledním závodem sezóny sice vedl celkové pořadí a závod také vyhrál, ale díky pravidlu škrtu dvou nejhorších výsledků se před něho o dva body dostal Johannes Thingnes Bø.
Jeho bratrem je francouzský biatlonista Simon Fourcade, s nímž také obsadil v několika štafetových závodech stupně vítězů.
V březnu 2020 oznámil přes sociální sítě konec své kariéry. Rozloučil se v Kontiolahti 83. vítězstvím přesně po 10 letech od svého prvního triumfu v stíhacím závodu v Kontiolahti.

## Soukromý život
Martin Fourcade se narodil 14. září 1988 v Ceret ve Francii Gisèle a Marcel Fourcade.
Má staršího bratra Simona, který byl také biatlonista, a mladšího bratra Brice.
Se svojí manželkou Helene má dvě dcery Manon (narozena 10. září 2015) a Inès (narozena 23. března 2017) a syna Huga (narozen 2022).

## Kariéra

### Začátky
K biatlonu se Fourcade dostal v roce 2002 a na mezinárodní úrovni začal závodit v roce 2006, čímž šel ve stopách svého staršího bratra Simona Fourcada. Francii reprezentoval na Mistrovství světa juniorů v biatlonu v letech 2007 a 2008, přičemž získal společně s Jeanem-Guillaumem Béatrixem a Yannem Guigonnetem bronzovou medaili ze štafety z šampionátu v italském Martellu 2007.
Prvním závodem ve světovém poháru v biatlonu se pro něj stal sprint v Oslu v březnu roku 2008. V závodě i díky 4 trestným okruhům obsadil 61. pozici, a jen těsně mu tak unikl stíhací závod, kam postupuje šedesát nejlepších závodníků ze sprintu. Tento sprint byl jeho jediným závodem v sezóně 2007/08. Následující sezóna už byla pro něho mnohem úspěšnější. Své první body ve světovém poháru získal v rakouském Hochfilzenu, když se nejprve umístil na 36. místě v individuálním závodě a potom i na 10. pozici ve sprintu. Jeho nejlepší výsledky v této sezóně přišly na mistrovství světa v roce 2009 v jihokorejském Pchjongčchangu, kde se ve všech závodech umístil v TOP 20 výsledkové listiny, včetně 8. místa ve stíhacím závodě a 4. místa v mužské štafetě.

### Sezóna 2009/10
Výkon z minulé sezóny dokázal v ročníku 2009/10 ještě vylepšit, když konzistentně končil v závodech do 10. místa. Výsledky mu zajistily místo ve francouzském týmu pro olympiádu v kanadském Vancouveru, kde startoval i jeho bratr. I po třech chybách v závodu s hromadným startem ukořistil stříbrnou medaili, když měl 2. nejrychlejší běžecký čas z celého startovního pole a nestačil jen na Ruse Jevgenije Usťugova. Byly to jeho vůbec první individuální stupně vítězů ve světovém poháru. Svého prvního vítězství se dočkal v 7. podniku SP ve finském Kontiolahti, když triumfoval ve stíhacím závodě, ze kterého startoval po 3. příčce ve sprintu. Hned na dalším podniku v norském Oslu si dokázal podmanit závod ve sprintu i stíhací závod. Obě výhry ve stíhacím závodě nakonec v konečném účtování znamenaly, že Fourcade vyhrál o jediný bod hodnocení této disciplíny a získal tak svůj první malý glóbus. V celkovém hodnocení SP skončil na 5. místě, 64 bodů před jeho bratrem Simonem, který si zajistil nejlepší výsledek v podobě 7. pozice.

### Sezóna 2010/11
Sezóna 2010/11 byla pro Francouze velmi úspěšnou, když se v úvodním podniku ve švédském Östersundu dostal ve všech 3 třech závodech do TOP 5 pořadí, včetně dvou 3. míst ze sprintu a vytrvalostního závodu. Po poněkud slabším účinkování ve slovinské Pokljuce a německém Oberhofu, se Fourcade umístil ve třech individuálních závodech v Ruhpoldingu vždy na druhém místě.Později triumfoval v závodech v hromadném startu v Anterselvě v Itálii a americkém Fort Kentu.
Na šampionát v ruském Chanty-Mansijsku 2011 přijížděl jako jeden z velkých favoritů. První události na mistrovství světa byla smíšená štafeta, kde dokázal předvést nejlepší mužský výkon v celém závodě a štafetu vyzvednout na posledním úseku z 5. místa na bronzovou příčku. Ve sprintu si pak i před dvě chyby ve střelbě vleže připsal stříbrnou medaili, když měl nejrychlejší běžecký čas ze startovního pole a nestačil jen na německého závodníka Arnda Peiffera. Následující den následoval stíhací závod, který dokázal Fourcade i přes 3 chyby na střelnici opanovat, když měl opět nejlepší běh ze všech biatlonistů.
V celkovém hodnocení světového poháru se umístil na 3. příčce, když: v hodnocení sprintu obsadil 4. místo, 2. ve stíhacím závodě, třetí ve vytrvalostním závodě a v hromadném závodě skončil jako druhý.

### Sezóna 2011/12

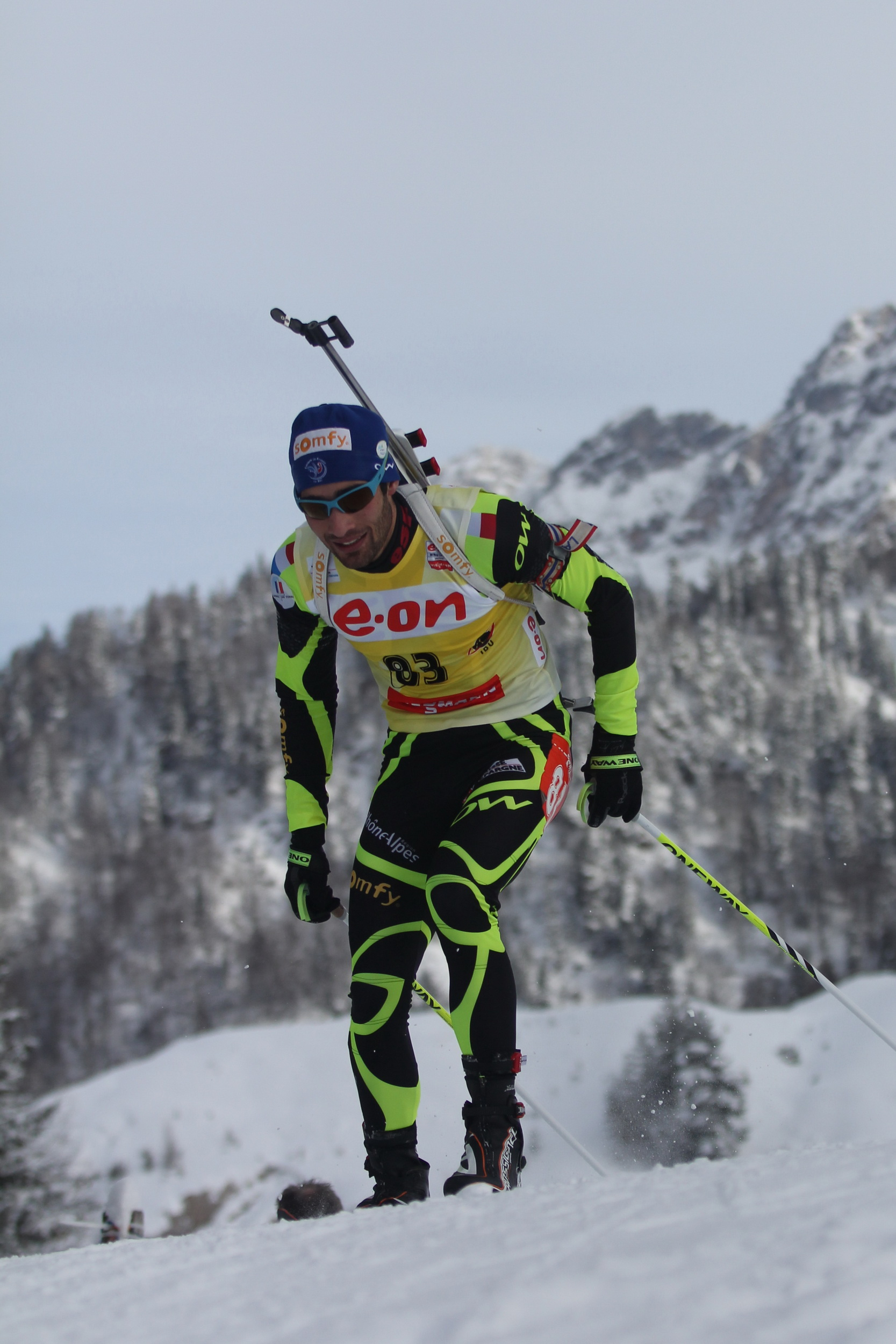
Martin Fourcade v roce 2012 v závodě světového poháru v Hochfilzenu

Do sezóny vkročil nejlépe možným způsobem, když během úvodního podniku v Östersundu triumfoval ve vytrvalostním závodu a stíhačce, do které startoval po 4. místu ve sprintu. Výsledky mu poprvé v kariéře přisoudily žlutý dres pro vedoucího závodníka celkového pořadí SP.
V 5. podniku SP v českém Novém Městě na Moravě skončil třetí ve sprintu a na pódiu se objevil poprvé společně s bratrem Simonem, který dokončil závod na druhém místě za vítězným Norem Emilem Hegle Svendsenem. Bylo to poprvé v historii biatlonu, kdy 2 bratři stáli na pódiu pro tři nejlepší společně. Následný stíhací závod dokončil na 2. místě, avšak jeho bratr byl ze 3. příčky v cíli suspendován na 4. místo, jelikož IBU se rozhodla povýšit německého závodníka Arnda Peiffera po problémech s nesestřeleným terčem (Peiffer udělal kolo navíc, ale neměl ho dělat).

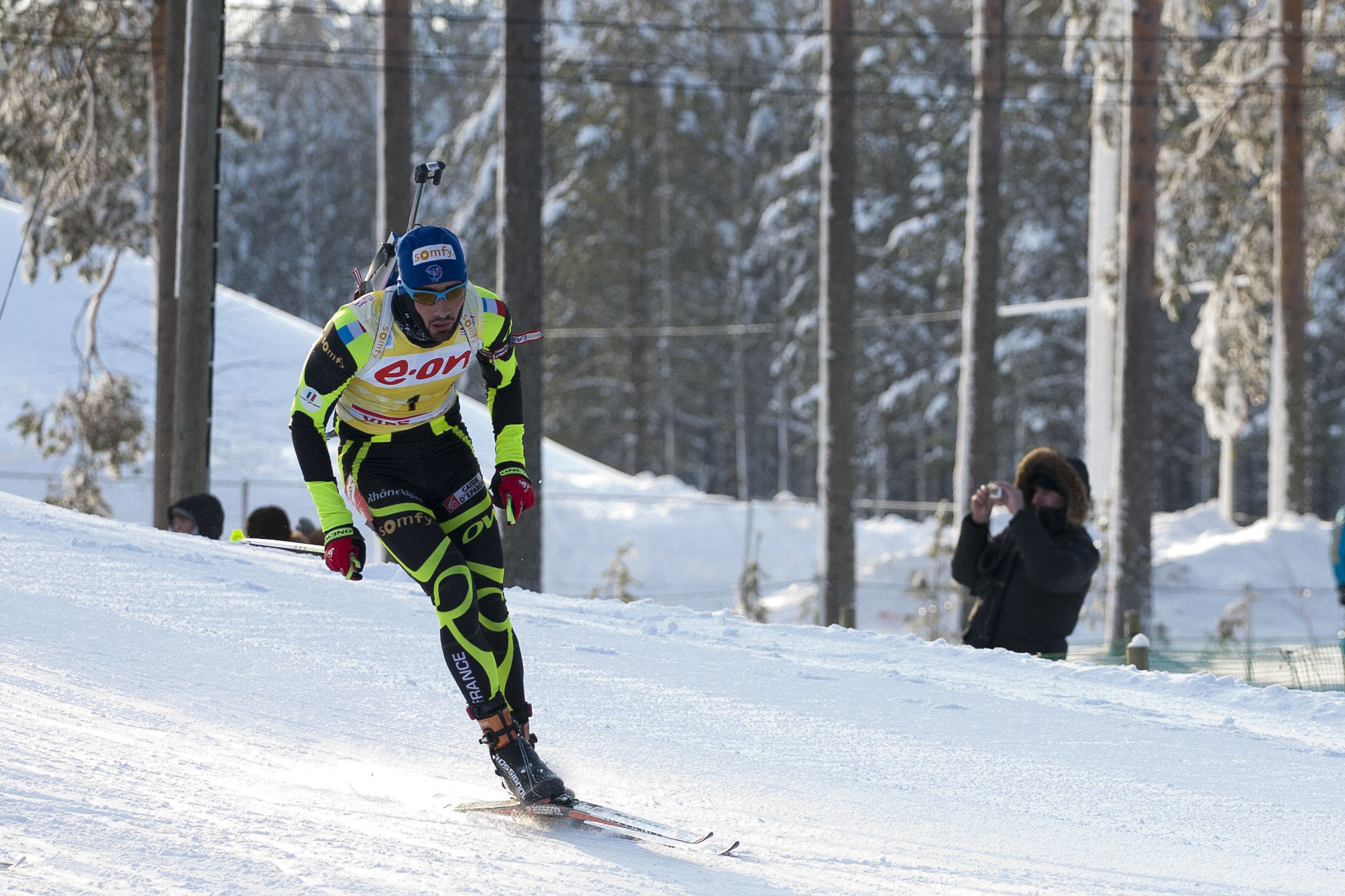
Martin Fourcade v roce 2012 v závodě světového poháru v Kontiolahti

Italské středisko Anterselva následně představovalo úžasný víkend pro francouzský tým, jelikož mužské i ženské štafety zvítězily a Fourcade dokončil sprint a závod s hromadným startem vždy na 3. pozici.
V hlavním městě Norsko Oslu, si pak žlutý trikot vzal domácí Emil Hegle Svendsen, i díky výsledkům Fourcada, který nedosáhl ani v jednom ze závodů na umístění v TOP 3.
I Přes extrémní podmínky ve finském Kontiolahti (až −18 °C), dokázal zvítězit ve sprintu, když se na trať dostal ze všech závodníku jako první.
Na světovém šampionátu v německém Ruhpoldingu vybojoval tři zlaté medaile, když triumfoval ve sprintu, v následné stíhačce a v závodu s hromadným startem. Stal se teprve druhým biatlonistou, který získal tři zlaté medaile (netýmové) na jediném mistrovství světa po Ole Einarovi Bjørndalenovi z Norska (Hochfilzen 2005 a Pchjongčchang 2009).
Poprvé v kariéře ovládl celkové hodnocení SP a rovněž i hodnocení disciplín sprintu a stíhacího závodu.

### Sezóna 2012/13
Tradiční zastávku ve švédském Östersundu ozdobil dvěma triumfy, když nejprve ovládl vytrvalostní závod a později i stíhací závod, do kterého startoval z 10. pozice. V té době zlepšil svou střelbu na 89%.
V rakouském Hochfilzenu obsadil 2. místo ve sprintu, které nedokázal vylepšit ve stíhacím závodě, ve kterém dojel do cíle na 3. pozici.
Následovalo slabší období během závodů v Pokljuce a Oberhofu, ve kterých skončil nejlépe 2× na třetí pozici. V německém Ruhpoldingu však dokázal zvítězit ve sprintu a v závodu s hromadným startem.
Na úvod mistrovství světa v Novém Městě na Moravě se musel uspojit se dvěma druhými místy ve sprintu a ve stíhačce, když oba tyto závody ovládl Nor Emil Hegle Svendsen. V druhém případě Fourcade ztratil zlato jen o jednu desetinu sekundy a zklamaný po závodě s trochou nadsázky uvedl: „Myslím si, že v létě během tréninku budu trénovat každý den o 2,4 cm více.“ Každopádně se dočkal i zlkaté medaile, když zvítězil ve vytrvalostním závodě a získal pátou zlatou medaili ze světových šampionátů. K tomu ještě přidal dvě stříbrné medaile z týmových disciplín.
Závěr sezóny byl pro Francouzce úspěšný, když nejprve ovládl stíhací závod v Oslu, následně vytrvalostní závod a sprint v ruském Soči a rovněž sprint a hromadným start v Chanty-Mansijsku.
Fourcade dokončil sezónu s více než 400 bodovým náskokem na Svendsena, který skončil druhý, a vyhrál tak svůj druhý velký glóbus za vítězství v celkovém hodnocení světového poháru. Kromě toho vyhrál hodnocení všech individuálních disciplín, čímž se stal po krajanovi Raphaëlu Poiréem teprve druhým biatlonistou, jemuž se něco takového povedlo.

### Sezóna 2013/14
Novou sezónu zahájil stejně jako předcházející sezónu vítězstvím ve vytrvalostním závodě v Östersundu. Kromě toho vyhrál o dva dny později také sprint. Během druhého podniku v rakouském Hochfilzenu uzmul třetí vítězství v sezóně za triumf ve stíhacím závodě. Jenže v domácím prostředí v Annecy nepřidal žádný zářez ke svému počtu vítězství a jeho nejlepším výsledkem na zdejších tratí bylo třetí místo ve sprintu.
Na začátku roku 2014 ovládl Fourcade hromadným start v Oberhofu, jeho první vítězství na tomto německém podniku. Posléze se rozhodl vynechat zastávku v Ruhpoldingu, jelikož se rozhodl tento víkend vynechat, aby mohl potrénovat na blížící se olympiádu. Jeho finální destinací před olympiádou byla italská Anterselva, kde obsadil 5. místo ve sprintu a 9. pozici ve stíhačce, přičemž slavil triumf s mužskou štafetou.

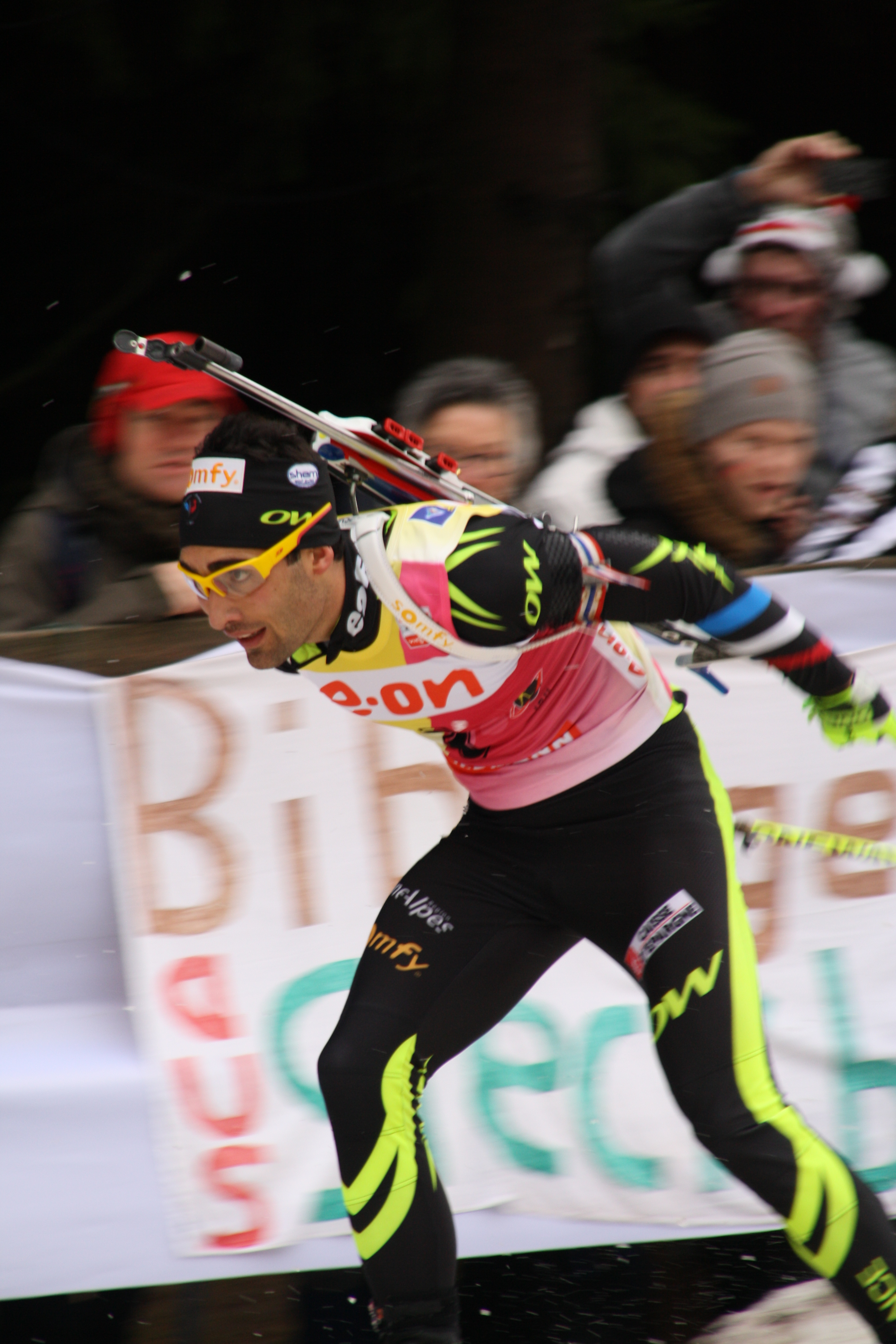
Martin Fourcade v roce 2014 v závodě světového poháru v Oberhofu

Před zimními olympijskými hrami v ruské Soči připustil, že bude pod tlakem, ale že se sním dokáže vyrovnat. Dále také připomněl, že je schopen vyhrávat každý závod do kterého nastoupí, ale že tam budou i jiní takoví závodnicí, především Nor Emil Hegle Svendsen, který oplývá velkým sebevědomím. Hned v prvním závodě ve sprintu se však přesvědčil, že to nebude lehké, když po jednom zaváhání na střelnici dojel na 6. místě. Nicméně, v následujícím stíhacím závodě byl schopný stáhnout svou počáteční ztrátu na startu a z šestého místa se prokousal až na první a získal tak svou první zlatou olympijskou medaili. Po posledním výstřelu na poslední stojce natáhl Fourcade svou ruku ke vzduchu a zapumpoval pěstí, s vysvětlením: „Moje gesto bylo proto, že jsem byl tak šťastný. Nebylo to z arogance, bylo to jen ze štěstí. Věděl jsem, že když zastřílím čistě, budu olympijským vítězem.“ Ve vytrvalostním závodě pokračoval ve své dobré formě, když zasáhl 19 z 20 terčů a vyhrál svou druhou zlatou olympijskou medaili. Závod s hromadným startem pro něj skončil mírným zklamáním, jelikož i když získal třetí medaili z her, stříbrnou, ztratil zlato ve finiši jen o špičku boty s Emilem Hegle Svendsenem. Bez ohledu na to se stal Fourcade zdaleka nejúspěšnějším mužským sportovcem těchto her. Kromě toho se stal pouze druhý mužem biatlonu po Ole Einarovi Bjørndalenovi, jenž získal v netýmové disciplíně: zlatou olympijskou medaili, zlatou medaili z mistrovství světa, ovládl hodnocení Světového poháru a všechny jednotlivé disciplíny z něj. V týmových závodech skončil na 8. místě s mužskou a na 5. příčce se smíšenou štafetou.
Po olympiádě následovaly tři volné týdny, po nichž se závody přesunuly do slovinské Pokljuky, kde Francouz obsadil druhou příčku v závodě s hromadným startem. Poté se kolotoč světového poháru stěhoval do finského Kontiolahti, v němž získal Fourvade dvě druhá místa ze sprintu a stíhacího závodu (v obou závodech triumfoval Nor Johannes Thingnes Bø). Umístění ve stíhačce mu s předstihem zajistilo potřetí v řadě vítězství v celkovém hodnocení světového poháru.

### Sezóna 2014/15
Před zahájením sezóny v době letní přípravy si stěžoval na velkou únavu a vyšetření ukázala, že trpěl infekční mononukleózou. Francouz tak musel silně omezit svůj letní trénink.
Na rozdíl od předchozích dvou letech nevyhrál zahajovací individuální vytrvalostní závod v Östersundu, když se s šesti chybami na střelnici umístil na 81. místě, jeho druhém nejhorším výsledku ve SP vůbec. Pokažený závod si vynahradil sprintem a stíhacím závodem, ve kterých dokázal zvítězit. Navíc slavil hned v úvodním závodě triumf se smíšenou štafetou.
Jeho další vítězství přišlo ve stíhacím závodě v Hochfilzenu, kde se dokázal ze sedmého místa na startu vyšplhat na první v cíli, a to díky čisté střelbě. Slovinská Pokljuka pro něj nebyla tak úspěšná, jelikož v ní nepřidal další vítězství, a to i přesto, že obsadil dvě pódiová umístění. Přesto nasbíral druhý největší počet bodů v tomto podniku za Rusem Antonem Šipulinem.

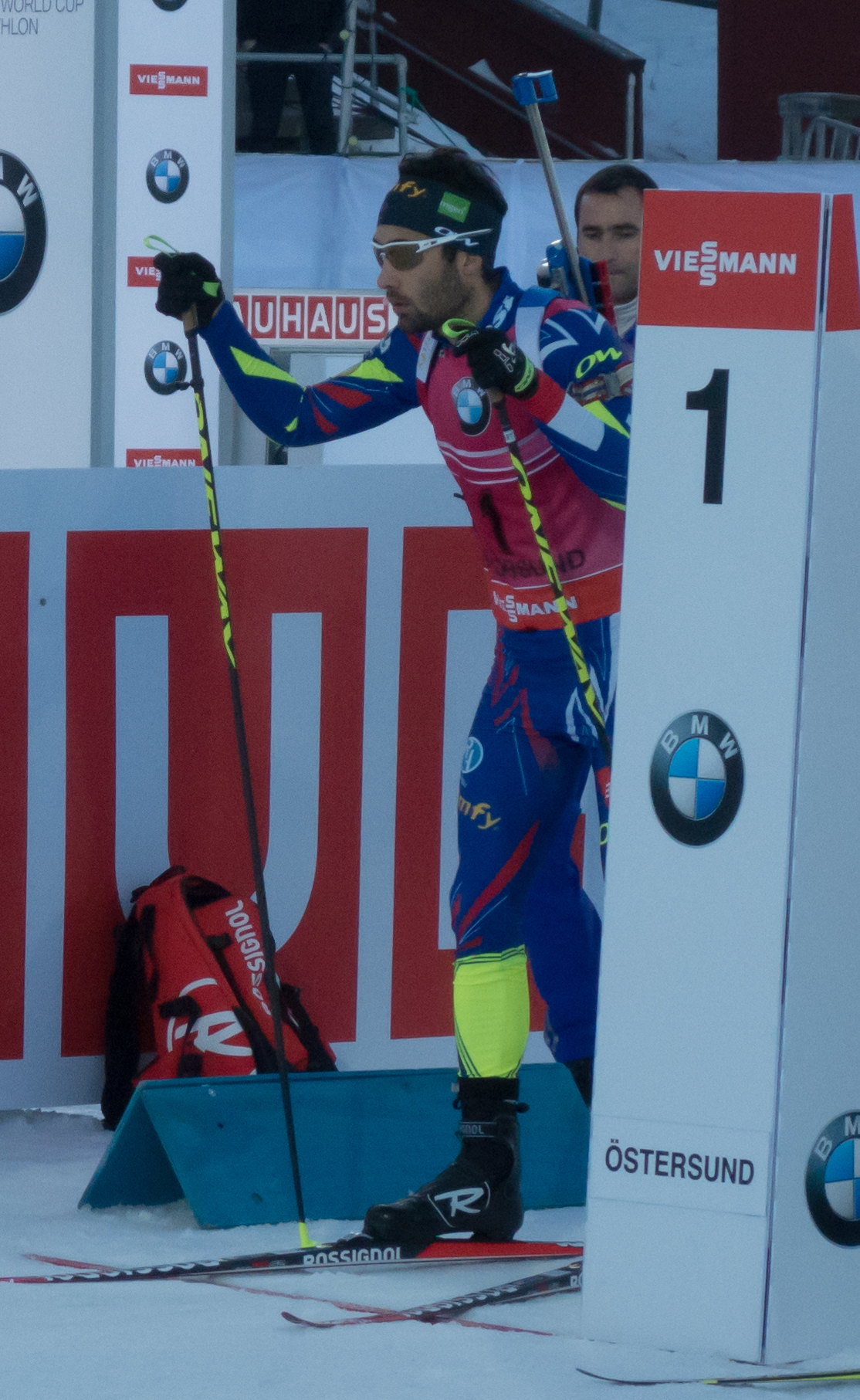
Martin Fourcade v roce 2015 v závodě světového poháru v Östersundu

Zastávka v Oberhofu na začátku roku 2015 byla pro něho velice úspěšná, jelikož triumfoval v obou závodech (sprintu a hromadném startu). Závěrečná střelba ve stoje v závodě s hromadným startem byla jedním z nejpamátnějších okamžiků sezóny, jelikož silný vítr přinutil vedoucího Fourcada (který měl téměř 40sekundový náskok na své pronásledovatelé) trpělivě čekat na to, až se situace na střelnici uklidnila, zatímco mnozí biatlonisté, včetně nakonec druhého v cíli Antona Šipulina, opustili střelnici před Francouzem. Žádný z nich však nezastřílel čistě, až na Fourcada, který se po střelbě ujal vedení a závod nakonec absolvoval bez zdržení trestného kola.
V následných 2 podnicích v Ruhpoldingu a Anterselvě se neumístil ani jednou v TOP 3, čehož využili Šipulin a především Simon Schempp z Německa, kteří dokázali snížit bodovou ztrátu na Fourcada ve světovém poháru. Lepší výsledky zaznamenal v Novém Městě na Moravě, kde skončil čtvrtý ve sprintu a o jednu příčku dokázal toto umístění vylepšit ve stíhačce.
Posledním seriálem před mistrovství světa byl víkend v norském Oslu, kde se Fourcade dokázal vrátit k předešlé formě triumfem ve vytrvalostním závodě. Závod započal jako vůbec první závodník a s výsledkem 20 sestřelených terčů z 20 zůstal v cíli na vedoucí pozici až do konce. Ve stíhacím závodě pak nestačil jen na německého závodníka Arnda Peiffera.
Na mistrovství světa v Kontiolahti získal svůj šestý titul mistra světa, když ovládl vytrvalostní závod. Poté, co udělal jednu chybu při druhé položce, musel zabrat, jelikož jeho hlavní soupeř Emil Hegle Svendsen střílel v závodě neomylně. I díky nejrychlejšímu běžeckému výkonu však svůj náskok uhájil před ním v cíli uhájil. Kdyby neskončil v cíli nakonec bronzový medailista Ondřej Moravec, starší z bratrů Fourcadů, Simon, by byl na stupních vítězů rovněž. Ziskem šesté individuální zlaté medaile se Fourcade stal třetím nejúspěšnějším mužským závodníkem na mistrovství světa v biatlonu po Ole Einarovi Bjørndalenovi a krajanovi Raphaële Poiréem. Hned v úvodu šampionátu získal stříbrnou medaili ze smíšené štafety, kde finišoval a navíc přidal s mužskou štafetou bronzové medaile.
Na finálovém podniku v ruském Chanty-Mansijsku ukořistil závod ve sprintu a získal tak jeho 8. vítězství v sezóně. Čtvrté místo ve stíhacím závodě mu pak přisoudilo velký křišťálový glóbus, stejně jako malý glóbus z této disciplíny.
Navzdory předsezónní prodělané mononukleózu dokončil sezónu ziskem velkého křišťálového glóbu a dvou malých za sprint a stíhací závod. Stal se prvním biatlonistou, který vyhrál hodnocení světového poháru čtyřikrát po sobě.

### Sezóna 2015/16
Stejně jako v předchozím roce, nezahájil nový ročník SP ideálně, když ve vytrvalostním závodě ve švédském Östersundu skončil v cíli po 5 minelách na 21. příčce. Ovšem stejně jako minule se byl z toho schopný rychle oklepat a ovládnou oba zbývající individuální závody - sprint a stíhačku. Už popáté za sebou v Östersundu ovládl vždy dva individuální závody (sprint, stíhací nebo vytrvalostní závod), když se mu ale jeden ze tří individuálních závodů ve Švédsku příliš nevyvedl.

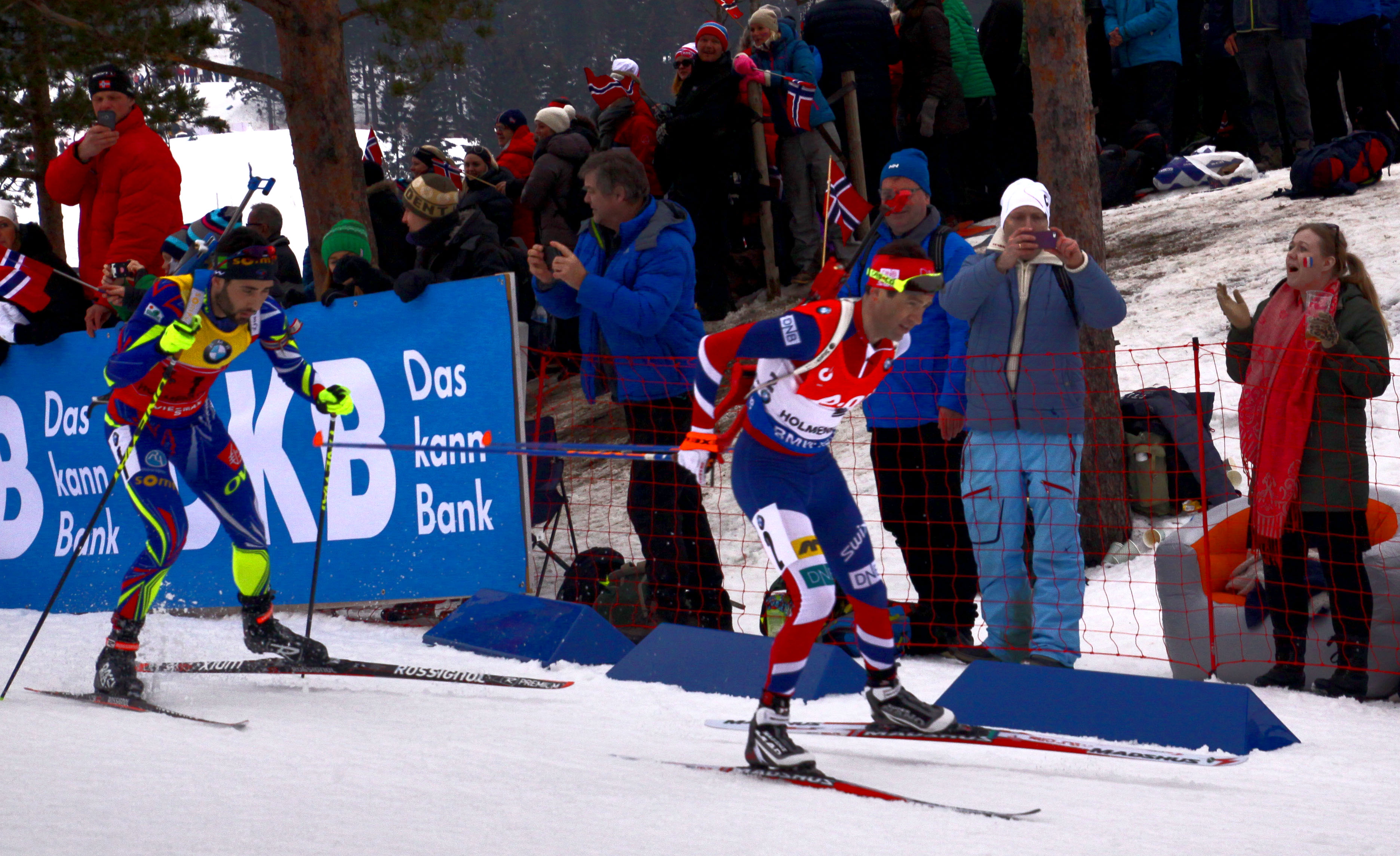
Martin Fourcade (vzadu) stíhá Oleho Einara Bjørndalena v závodě s hromadným startem na MS 2016 v Oslu

V rakouském Hochfilzenu dominoval startovnímu poli spolu s německým biatlonistou Simonem Schemppem, který triumfoval ve sprintu právě před Fourcadem, jenž ho zase dokázal porazit ve stíhacím závodě. S mužskou štafetou dokázal skončit na třetím místě, když běžel na posledním úseku. Třetí podnik ve slovinské Pokljuce nebyl pro Fourcada nejhorší, ale ani nejlepší, když jeho nejlepším výsledkem bylo druhé místo ve stíhacím závodě, kde nestačil jen na Schemppa, kterým o svém vítězství rozhodl na poslední položce, kde zastřílel na rozdíl od Fourcada čistě. Schempp se výsledky dostal na 2. místo celkové hodnocení SP, když ale na Francouze ztrácel poměrně dost bodů (59).
Následoval dvojpodnik v německém Ruhpoldingu, kam se celý podnik přesunul z jiného německého města Oberhofu z důvodu nedostatku sněhu. Po 4. místě z úvodního sprintu dokázal poskočit v následném stíhacím závodě na druhé místo, když nestačil jen na Simona Edera z Rakouska. Ještě lepší umístění zaznamenal v závodu s hromadným startem, který s jedním trestným kolem opanoval. Druhý týden ve stejné destinaci zahájil triumfem ve vytrvalostním závodě a následně druhým místem v závodu s hromadným startem, kde nestačil jen na čistě střílejícího Erika Lessera z Německa. Šestou zastávkou v sezóně se stala italská Anterselva, kterou zahájil sprintem, a ve které si připsal svůj dosavadní nejhorší výsledek v sezóně, když po třech chybách na střelnici skončil v cíli na 28. pozici. Obrovský posun zaznamenal v následné stíhačce, kterou absolvoval jako vůbec jediný bez střelecké chyby a na vítězného Rusa Antona Šipulina mu v cíli scházelo jen 17,5 sekundy.
Následně se celé pole přesunulo do Severní Ameriky, kde nejprve v kanadském Canmore ovládl bez střeleckého zaváhání sprint. V závodu s hromadným startem, který dosti poznamenal silný vítr, skončil po 6 trestných okruzích na 6. místě. Na závěr podniku pak triumfoval s Marie Dorinovou Habertovou v závodu smíšených dvojic. V americkém Presque Isle skončil nejprve třetí ve sprintu, když mu ani nejrychlejší běh nepomohl kompenzovat jednu chybu na střelnici. Za silných mrazů s teplotou až -16 °C ovládl stíhací závod, přičemž až do poslední střelby vedl s velkým náskokem vítěz sprintu Johannes Thingnes Bø z Norska, který však na poslední střelbě udělal dvě chyby, čehož využil Fourcade a bezchybnou střelbou zvítězil. Závod byl také ve znamení prestižního žlutého trikotu pro vedoucího závodníka hodnocení SP, který měl v tomto klání na sobě už posté.
Především pro přípravu na mistrovství světa 2016 v norském Oslu si Fourcade za pomoci svého přítele Nora Tarjeiho Bøea koupil v červnu 2015 byt v Oslu, kde plánoval absolvovat letní část tréninku. Po průběhu poloviny šampionátu se tohle rozhodnutí zdálo jako dobrý tah. Fourcade nejprve se smíšeným týmem získal zlaté medaile, když jako finišman získal v předposlední rovince několikametrový náskok na Simona Schemppa z Německa a před cílem si dovolil malý skok s telemarkem. Ve sprintu pak po bezchybné střelbě zvítězil s náskokem téměř půl minuty na druhého v cíli domácího Oleho Einara Bjørndalena. Systémem start–cíl pak zvítězil i v následném stíhacím závodě, kde si bez potíží střežil svůj náskok ze sprintu. Těmito zlatými medailemi si zabezpečil pátý velký křišťálový glóbus pro celkového vítěze Světového poháru a svůj počet zlatých medailý navýšil na celkových devět. I s jednou trestnou minutou ovládl vytrvalostní závod, když si opět pomohl nejrychlejším během ze všech závodníků a navíc získal malý glóbus z této disciplíny. Fourcade tak získal čtvrtou zlatou medaili z jednoho mistrovství světa, což se před ním povedlo jen Noru Bjorndalenovi v roce 2009, zároveň se stal prvním biatlonistou v historii, který ovládl vytrvalostní závod na mistrovství světa třikrát za sebou. S mužskou štafetou pak obsadil 8. místo. O jeho pátou zlatou medaili z jednoho šampionátu ho připravil Johannes Thingnes Bø v závodu s hromadným startem, když jej v poslední zatáčce před cílem předjel a vytvořil si malý náskok, který Fourcade už nedokázal smazat.
Jako už jistý vítěz světového poháru přijížděl na závěrečný podnik do ruského Chanty-Mansijsku, kde se mu hned na úvod nepodařil sprint, v němž nezasáhl vleže tři terče, jednu chybu přidal vstoje a v cíli skončil až čtyřicátý. Do následného stíhacího závodu vůbec nezasáhl a kvůli silnému větru se ani neuskutečnily závody s hromadným startem.
Ročník tedy zakončil ziskem svého pátého velkého glóbu, ke kterému přidal i čtyři malé ze všech individuálních disciplín.

### Sezóna 2016/17
Sézonu tradičně zahájil víkendovým závodem v Östersundu, kde spolu s Marie Dorinovou Habertovou ovládl závod smíšených dvojic a i v druhém startu v této disciplíně si připsal prvenství. Ve vytrvalostním závodu, kde se nenašel jediný závodník s čistou střelbou, pak udělal dvě chyby při první položce vstoje ovlivněné větrem, avšak rychlým během dokázal v tomto závodě triumfovat. Závod ve sprintu se pak pro něj proměnil v jasnou záležitost, když na střelnici ani jednou nechyboval a v cíli byl první s výrazným, více než 40sekundovým náskokem na domácího Fredrika Lindströma, který skončil druhý. I přes velký náskok na záčatku stíhacího závodu si neodpustil celkem 4 chyby, po kterých musel kroužit trestné okruhy a v cíli před ním skončili Rusové Anton Babikov a Maxim Cvetkov, kteří si na střelnici počínali lépe.
Svou dominanci pak stvrdil i ve slovinské Pokljuce, kde do té doby nedokázal triumfovat v jediném závodě, což se mu podařilo zlomit. Nejprve ovládl před Johannesem Thingnesem Bøem z Norska sprint a před jiným Norem Emilem Heglem Svendsenem ovládl navazující stíhací závod. V obou těchto závodech si na střelnici počínal bezchybně. Na závěr dokázal být první i v mužské štafetě, kde triumfoval spolu s Jeanem-Guillaumem Béatrixem, Quentinem Fillonem Mailletem a Simonem Desthieuxem, když na svém úseku finišoval.
Podruhé v krátké době pak dokázal zvítězit ve všech závodech daného podniku, tentokrát v Novém Městě na Moravě v Česku. Nejprve už potřetí v sezóně triumfoval ve sprintu, i když na poslední položce jednou chyboval a musel smazat téměř čtvrtminutové manko na nakonec druhého v cíli Rusa Antona Šipulina. Ve stíhacím závodu pak jednou chyboval, ale po poslední položce měl takový náskok, že si v posledním kole dojížděl pro své 55. vítězství ve světovém poháru v exhibičním tempu. V podobném duchu probíhal i závod s hromadným startem, kde chyboval jen na druhé položce a v cíli za sebou nechal Němce Simona Schemppa.
Po Vánocích se závody přesunuly do německého Oberhorfu, kde se Fourcade nejprve představil ve sprintu. V něm udělal tři chyby při střelbě vestoje a jen díky nejrychlejšímu běhu skončil na 8. pozici. I přes zhoršené podmínky ve stíhacím závodě se dokázal na střelnici vyvarovat zbytečných chyb a celkově musel kroužit pouze jediný trestný okruh, což mu v konečném účtování zajistilo triumf o více než minutu před druhým Němcem Arndem Peifferem. V závodu s hromadným startem zaznamenal celkově 2 chyby (obě při třetí položce) a ve finiši o první místo nakonec podlehl domácím závodníkům Eriku Lesserovi a vítězi Simonu Schemppovi. 9. místem v mužské štafetě zahájil podnik v německém Ruhpoldingu, když na posledním úseku vytáhl svou zemi z druhé desítky průběžného pořadí závodu. Ve sprintu pak po bezchybné střelbě a nejrychlejším běhu triumfoval před druhým Rakušanem Julianem Eberhardem, který na něj v cíli ztratil 18 sekund. I přes tři trestné okruhy ve stíhacím závodu si udržel náskok ze sprintu a získal tak své 57. vítězství ve světovém poháru. Posledním podnikem před MS bylo italské středisko Anterselva, kde byl první disciplínou vytrvalostní závod, ve kterém po dvou chybách (2 trestné minuty) obsadil druhé místo, když nestačil jen na ruského závodníka Antona Šipulina. Poté co nestartoval ve štafetě, skončil pátý v závodě s hromadným startem, když ještě před poslední položkou útočil na pódium, ale dvě chyby na ní mu to znemožnily.
Šampionát v rakouském Hochfilzenu 2017 zahájil smíšenou štafetou, kde jako finišman francouzského týmu posunul svůj výběr ze 4. pozice po předávce na druhé místo v cíli, čímž získal celkovou 21. medaili z mistrovství světa. Hned v následné disciplíně, ve sprintu, získal další medaili, když i přes dvě trestná kola skončil v cíli na 3. pozici. Pozici na startu ze sprintu pak dokázal vylepšit ve stíhacím závodu, když se už po druhé střelecké položce posunul do čela závodu, na kterém zůstal až do konce, přičemž v celém závodě chyboval jen jednou, když minul až úplně poslední možnou ranou. Získal tak své desáté individuální zlato ze světových šampionátů. Nejrychlejší běh mu pak zajistil bronzový kov z vytrvalostního závodu, kde mu lepší výsledek zhatily 2 chyby na střelnici. Ziskem stříbrné medaile z mužské štafety si zajistil pátou medaili z Hochfilzenu, která znamenala jubilejní desátý kov této hodnoty. V posledním střetnutí, závodu s hromadným startem, obsadil ve finiši 5. příčku, když ho od lepšího výsledku připravily chyby na střelnici, celkově tři.
Začátkem března se opět rozeběhl světový pohár, který se přesunul do Asie, konkrétně do střediska v jihokorejském Pchjongčchangu. Jako vedoucí závodník disciplíny startoval ve sprintu, kde i po dvou chybách na střelnice zásluhou rychlého běhu skončil v cíli na 3. pozici. S předstihem si tak zajistil zisk rekordního šestého velkého křišťálového glóbusu v řadě. Ve stíhacím závodě pak díky bezchybné střelbě ovládl svůj dvanáctý sezónní závod, což se v minulosti povedlo jen Ole Einarovi Bjørndalenovi z Norska v sezóně 2004/05. Spolu s Jeanem-Guillaumem Béatrixem, bratrem Simonem Fourcadem a Simonem Desthieuxem pak triumfoval v mužské štafetě, když nastoupil na závěrečný úsek a i přes čtyři dobíjení na střelnici přivezl svůj tým do cíle s velkým náskokem. Poté se celé startovní pole opět přesunulo do Evropy, kde hostilo 8. podnik SP finské Kontiolahti, které v pořadatelství nahradilo ruskou Ťumeň, jež se po dopingovém skandálu ruských sportovců sama konání tohoto podniku vzdala. Třináctá výhra v sezóně mu ve sprintu zajistila malý křišťálový glóbus za vítězství v této disciplíně, když i s jednou chybou porazil jen o 0,6 desetiny sekundy druhého Ondřeje Moravce. Tímto počtem vítězství navíc vytvořil nový rekord individuálních výher v jedné sezóně světového poháru, když překonal Oleho Einara Bjørndalena ze sezóny 2004/2005. Pátým místem v následné stíhačce si zajistil malý glóbus za disciplínu (třetí v sezóně), když jej o lepší výsledek připravily čtyři chyby na střelnici.
Závěrečný podnik hostilo norské středisko Holmenkollen, kde své představení zahájil druhým místem v úvodním sprintu. V následném stíhacím závodu toto umístění udržel, když na střelnici dvakrát zaváhal. Posledním střetnutím v sezóně byl závod s hromadným startem, který po bezchybné střelbě ovládl a připsal si čtrnácté individuální vítězství v sezóně, 61. celkově a navíc ukořistil i malý glóbus z této disciplíny, k jehož zisku mu pomohlo selhání Simona Schemppa, který na střelnici třikrát chyboval a dojel dvacátý, přestože měl před závodem náskok 22 bodů právě na Fourcada. Závod poznamenal incident, který vzbudil plno emocí. Na první položce totiž Fourcade vystřelil první ránu, když zjistil, že má prázdné zásobníky, které si po nástřelu zapomněl vyměnit. Náhradní mu pak musel hodit jeden z francouzských trenérů, ty další dostal od jednoho z rozhodčích během 2. položky. Někteří trenéři se snažili u rozhodčích protestovat, že podání od francouzského trenéra překračuje meze pravidel a Francouz by za to měl být vyloučen. S protesty však neuspěli, všechno podle rozhodčích bylo v mezích pravidel a Fourcade tak mohl slavit.

## Výsledky

### Olympijské hry a mistrovství světa
| Sezóna  | D   | Místo                | SP  | SZ  | HZ  | IZ  | ŠT  | SŠT | SZD | Věk    |
| ------- | --- | -------------------- | --- | --- | --- | --- | --- | --- | --- | ------ |
| 2008/09 | MS  | Pchjongčchang        | 18. | 8.  | 15. | 13. | 4.  | –   | ×   | 20 let |
| 2009/10 | ZOH | Vancouver            | 35. | 34. | 1.  | 14. | 6.  | –   | ×   | 21 let |
| 2010/11 | MS  | Chanty-Mansijsk      | 2.  | 1.  | 10. | 10. | 12. | 3.  | ×   | 22 let |
| 2011/12 | MS  | Ruhpolding           | 1.  | 1.  | 1.  | 25. | 2.  | 11. | ×   | 23 let |
| 2012/13 | MS  | Nové Město na Moravě | 2.  | 2.  | 10. | 1.  | 2.  | 2.  | ×   | 24 let |
| 2013/14 | ZOH | Soči                 | 6.  | 1.  | 2.  | 1.  | 8.  | 5.  | ×   | 25 let |
| 2014/15 | MS  | Kontiolahti          | 12. | 7.  | 10. | 1.  | 3.  | 2.  | ×   | 26 let |
| 2015/16 | MS  | Oslo                 | 1.  | 1.  | 2.  | 1.  | 9.  | 1.  | ×   | 27 let |
| 2016/17 | MS  | Hochfilzen           | 3.  | 1.  | 5.  | 3.  | 2.  | 2.  | ×   | 28 let |
| 2017/18 | ZOH | Pchjongčchang        | 8.  | 1.  | 1.  | 5.  | 5.  | 1.  | ×   | 29 let |
| 2018/19 | MS  | Östersund            | 6.  | 5.  | 24. | 39. | 6.  | 8.  | –   | 30 let |
| 2019/20 | MS  | Anterselva           | 3.  | 4.  | 7.  | 1.  | 1.  | 7.  | –   | 31 let |

Poznámka: Výsledky z mistrovství světa se započítávají do celkového hodnocení světového poháru, výsledky z olympijských her se dříve započítávaly, od olympijských her v Soči 2014 se nezapočítávají.

### Světový pohár

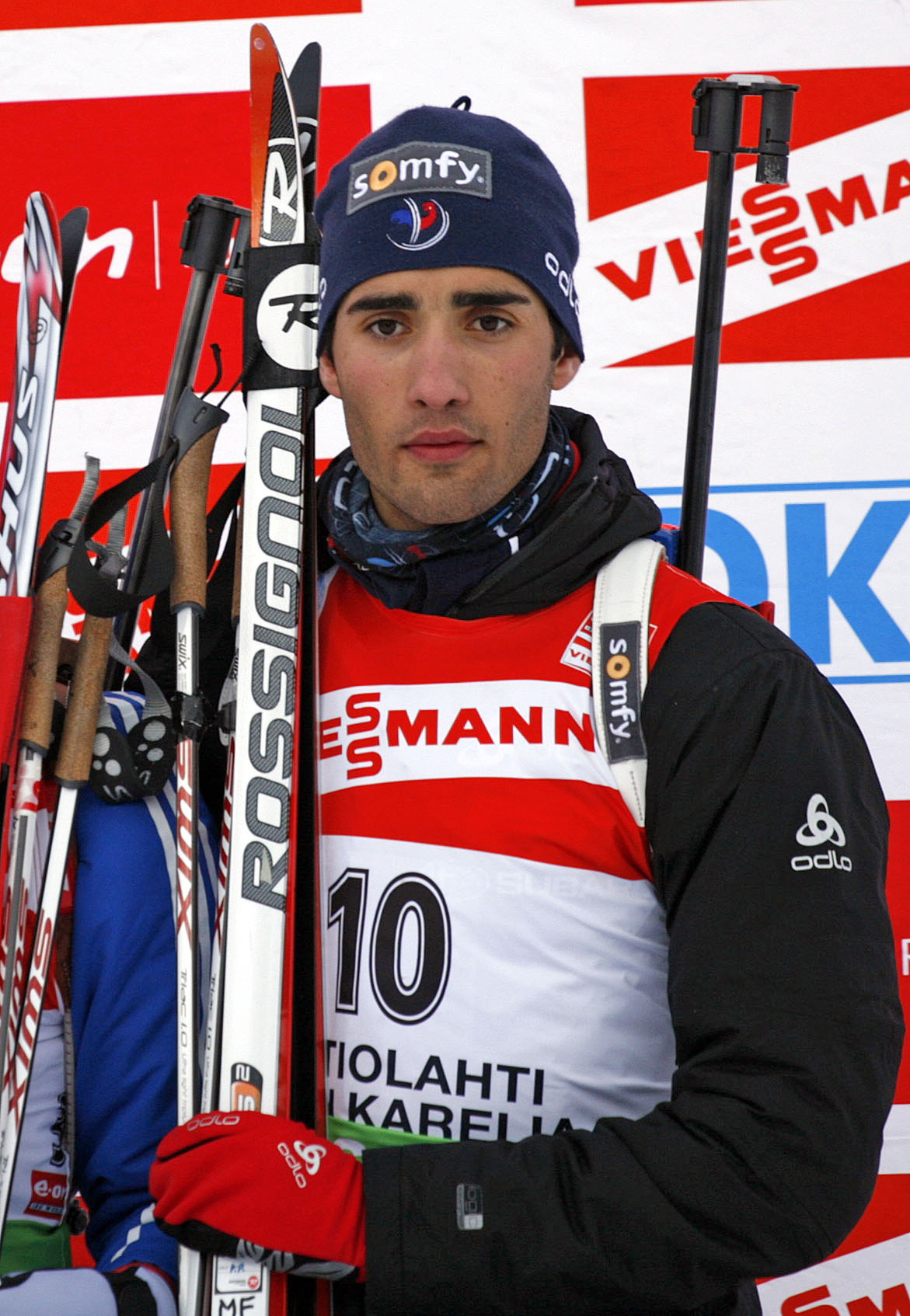
13. března 2010 v Kontiolahti

Sezóna 2007/08
| ČSP              | Místo            | SP           | SZ | HZ | IZ | ŠT | SŠT | STŘ |
| ---------------- | ---------------- | ------------ | -- | -- | -- | -- | --- | --- |
| 9.               | Oslo             | 61.          | –  | –  | –  | –  | –   | –   |
| celkové umístění | celkové umístění | nkl          | –  | –  | –  | –  | –   | 60% |
| celkové umístění | celkové umístění | 0 bodů (nkl) |    |    |    | –  | –   | 60% |

Sezóna 2008/09
| ČSP              | Místo            | SP             | SZ          | HZ          | IZ          | ŠT          | SŠT         | STŘ         |
| ---------------- | ---------------- | -------------- | ----------- | ----------- | ----------- | ----------- | ----------- | ----------- |
| 1.               | Östersund        | nestartoval    | nestartoval | nestartoval | nestartoval | nestartoval | nestartoval | nestartoval |
| 2.               | Hochfilzen       | nestartoval    | nestartoval | nestartoval | nestartoval | nestartoval | nestartoval | nestartoval |
| 3.               | Hochfilzen       | 10.            | –           | –           | 36.         | –           | –           | –           |
| 4.               | Oberhof          | 64.            | –           | –           | –           | 4.          | –           | –           |
| 5.               | Ruhpolding       | 22.            | 15.         | –           | –           | 6.          | –           | –           |
| 6.               | Anterselva       | 43.            | 25.         | –           | –           | –           | –           | –           |
| 7.               | Vancouver        | 11.            | –           | –           | 43.         | 2.          | –           | –           |
| 8.               | Trondheim        | 23.            | 21.         | 12.         | –           | –           | –           | –           |
| 9.               | Chanty-Mansijsk  | 41.            | 19.         | 23.         | –           | –           | –           | –           |
| celkové umístění | celkové umístění | 31.            | 19.         | 25.         | 29.         | 4.          | –           | 84%         |
| celkové umístění | celkové umístění | 345 bodů (24.) |             |             |             | 4.          | –           | 84%         |

Sezóna 2009/10
| ČSP              | Místo            | SP            | SZ          | HZ          | IZ          | ŠT          | SŠT         | STŘ         |
| ---------------- | ---------------- | ------------- | ----------- | ----------- | ----------- | ----------- | ----------- | ----------- |
| 1.               | Östersund        | 8.            | –           | –           | 7.          | 1.          | –           | –           |
| 2.               | Hochfilzen       | 12.           | 14.         | –           | –           | 4.          | –           | –           |
| 3.               | Pokljuka         | nestartoval   | nestartoval | nestartoval | nestartoval | nestartoval | nestartoval | nestartoval |
| 4.               | Oberhof          | 84.           | –           | 21.         | –           | 2.          | –           | –           |
| 5.               | Ruhpolding       | 6.            | –           | 5.          | –           | –           | –           | –           |
| 6.               | Anterselva       | 6.            | 4.          | –           | 8.          | –           | –           | –           |
| 7.               | Kontiolahti      | 3.            | 1.          | –           | –           | –           | –           | –           |
| 8.               | Oslo             | 1.            | 1.          | 21.         | –           | –           | –           | –           |
| 9.               | Chanty-Mansijsk  | –             | –           | 6.          | –           | –           | 5.          | –           |
| celkové umístění | celkové umístění | 8.            | 1.          | 8.          | 8.          | 4.          | –           | 84%         |
| celkové umístění | celkové umístění | 719 bodů (5.) |             |             |             | 4.          | –           | 84%         |

Sezóna 2010/11
| ČSP              | Místo            | SP            | SZ  | HZ | IZ | ŠT | SŠT | STŘ |
| ---------------- | ---------------- | ------------- | --- | -- | -- | -- | --- | --- |
| 1.               | Östersund        | 3.            | 5.  | –  | 3. | –  | –   | –   |
| 2.               | Hochfilzen       | 38.           | 13. | –  | –  | 3. | –   | –   |
| 3.               | Pokljuka         | 16.           | –   | –  | –  | –  | 3.  | –   |
| 4.               | Oberhof          | 68.           | –   | 4. | –  | 6. | –   | –   |
| 5.               | Ruhpolding       | 2.            | 2.  | –  | 2. | 7. | –   | –   |
| 6.               | Anterselva       | 21.           | –   | 1. | –  | –  | –   | –   |
| 7.               | Presque Isle     | 2.            | 7.  | –  | –  | –  | –   | –   |
| 8.               | Fort Kent        | 4.            | 2.  | 1. | –  | –  | –   | –   |
| 9.               | Oslo             | 35.           | 3.  | 7. | –  | –  | –   | –   |
| celkové umístění | celkové umístění | 4.            | 2.  | 2. | 3. | 7. | –   | 85% |
| celkové umístění | celkové umístění | 990 bodů (3.) |     |    |    | 7. | –   | 85% |

Sezóna 2011/12
| ČSP              | Místo                | SP             | SZ  | HZ  | IZ  | ŠT | SŠT | STŘ |
| ---------------- | -------------------- | -------------- | --- | --- | --- | -- | --- | --- |
| 1.               | Östersund            | 4.             | 1.  | –   | 1.  | –  | –   | –   |
| 2.               | Hochfilzen           | 22.            | 24. | –   | –   | –  | –   | –   |
| 3.               | Hochfilzen           | 2.             | 7.  | –   | –   | 3. | –   | –   |
| 4.               | Oberhof              | –              | –   | 13. | –   | 7. | –   | –   |
| 5.               | Nové Město na Moravě | 3.             | 2.  | –   | 10. | –  | –   | –   |
| 6.               | Anterselva           | 3.             | –   | 3.  | –   | 1. | –   | –   |
| 7.               | Oslo                 | 10.            | 4.  | 5.  | –   | –  | –   | –   |
| 8.               | Kontiolahti          | 1.             | 2.  | –   | –   | –  | –   | –   |
| 9.               | Chanty-Mansijsk      | 1.             | 1.  | 15. | –   | –  | –   | –   |
| celkové umístění | celkové umístění     | 1.             | 1.  | 3.  | 4.  | 1. | –   | 84% |
| celkové umístění | celkové umístění     | 1100 bodů (1.) |     |     |     | 1. | –   | 84% |

Sezóna 2012/13
| ČSP              | Místo            | SP             | SZ  | HZ | IZ | ŠT | SŠT | STŘ |
| ---------------- | ---------------- | -------------- | --- | -- | -- | -- | --- | --- |
| 1.               | Östersund        | 10.            | 1.  | –  | 1. | –  | –   | –   |
| 2.               | Hochfilzen       | 2.             | 3.  | –  | –  | 2. | –   | –   |
| 3.               | Pokljuka         | 3.             | 3.  | 4. | –  | –  | –   | –   |
| 4.               | Oberhof          | 16.            | 14. | –  | –  | –  | –   | –   |
| 5.               | Ruhpolding       | 1.             | –   | 1. | –  | 1. | –   | –   |
| 6.               | Anterselva       | 6.             | 4.  | –  | –  | 1. | –   | –   |
| 7.               | Oslo             | 2.             | 1.  | 2. | –  | –  | –   | –   |
| 8.               | Soči             | 1.             | –   | –  | 1. | –  | –   | –   |
| 9.               | Chanty-Mansijsk  | 1.             | 3.  | 1. | –  | –  | –   | –   |
| celkové umístění | celkové umístění | 1.             | 1.  | 1. | 1. | 3. | 4.  | 89% |
| celkové umístění | celkové umístění | 1248 bodů (1.) |     |    |    | 3. | 4.  | 89% |

Sezóna 2013/14
| ČSP              | Místo            | SP            | SZ  | HZ | IZ | ŠT | SŠT | STŘ |
| ---------------- | ---------------- | ------------- | --- | -- | -- | -- | --- | --- |
| 1.               | Östersund        | 1.            | –   | –  | 1. | –  | 5.  | –   |
| 2.               | Hochfilzen       | 2.            | 1.  | –  | –  | 5. | –   | –   |
| 3.               | Annecy           | 3.            | 17. | –  | –  | 6. | –   | –   |
| 4.               | Oberhof          | 3.            | 3.  | 1. | –  | –  | –   | –   |
| 5.               | Ruhpolding       | –             | –   | –  | –  | –  | –   | –   |
| 6.               | Anterselva       | 5.            | 9.  | –  | –  | 1. | –   | –   |
| 7.               | Pokljuka         | 7.            | 7.  | 2. | –  | –  | –   | –   |
| 8.               | Kontiolahti      | 2.            | 2.  | –  | –  | –  | –   | –   |
| 8.               | Kontiolahti      | 11.           | 2.  | –  | –  | –  | –   | –   |
| 9.               | Oslo             | 11.           | 5.  | 1. | –  | –  | –   | –   |
| celkové umístění | celkové umístění | 1.            | 1.  | 1. | 7. | 6. | 6.  | 88% |
| celkové umístění | celkové umístění | 928 bodů (1.) |     |    |    | 6. | 6.  | 88% |

Sezóna 2014/15
| ČSP              | Místo                | SP             | SZ | HZ  | IZ  | ŠT | SŠT | STŘ |
| ---------------- | -------------------- | -------------- | -- | --- | --- | -- | --- | --- |
| 1.               | Östersund            | 1.             | 1. | –   | 81. | –  | 1.  | –   |
| 2.               | Hochfilzen           | 7.             | 1. | –   | –   | 2. | –   | –   |
| 3.               | Pokljuka             | 4.             | 3. | 2.  | –   | –  | –   | –   |
| 4.               | Oberhof              | 1.             | –  | 1.  | –   | –  | –   | –   |
| 5.               | Ruhpolding           | 26.            | –  | 21. | –   | 4. | –   | –   |
| 6.               | Anterselva           | 25.            | 5. | –   | –   | –  | –   | –   |
| 7.               | Nové Město na Moravě | 4.             | 3. | –   | –   | –  | 5.  | –   |
| 8.               | Oslo                 | 2.             | –  | –   | 1.  | 6. | –   | –   |
| 9.               | Chanty-Mansijsk      | 1.             | 4. | 20. | –   | –  | –   | –   |
| Celkové umístění | Celkové umístění     | 1.             | 1. | 3.  | 2.  | 4. | 2.  | 89% |
| Celkové umístění | Celkové umístění     | 1042 bodů (1.) |    |     |     | 4. | 2.  | 89% |

Sezóna 2015/16
| ČSP              | Místo            | SP             | SZ  | HZ  | IZ  | ŠT | SŠT | SZD | STŘ  |
| ---------------- | ---------------- | -------------- | --- | --- | --- | -- | --- | --- | ---- |
| 1.               | Östersund        | 1.             | 1.  | –   | 21. | –  | –   | –   | 80%  |
| 2.               | Hochfilzen       | 2.             | 1.  | –   | –   | 3. | –   | –   | 90%  |
| 3.               | Pokljuka         | 5.             | 2.  | 7.  | –   | –  | –   | –   | 88%  |
| 4.               | Ruhpolding       | 4.             | 2.  | 1.  | –   | –  | –   | –   | 92%  |
| 5.               | Ruhpolding       | –              | –   | 2.  | 1.  | 4. | –   | –   | 94%  |
| 6.               | Anterselva       | 28.            | 4.  | –   | –   | –  | –   | –   | 90%  |
| 7.               | Canmore          | 1.             | –   | 6.  | –   | –  | –   | 1.  | 85%  |
| 8.               | Presque Isle     | 3.             | 1.  | –   | –   | –  | –   | –   | 90%  |
| 9.               | Chanty-Mansijsk  | 40.            | DNS | ZRU | –   | –  | –   | –   | 60%  |
| Celkové umístění | Celkové umístění | 1.             | 1.  | 1.  | 1.  | 4. | 3.  | 3.  | 88 % |
| Celkové umístění | Celkové umístění | 1151 bodů (1.) |     |     |     | 4. | 3.  | 3.  | 88 % |

Sezóna 2016/17
| ČSP              | Místo                | SP             | SZ | HZ | IZ | ŠT | SŠT | SZD | STŘ  |
| ---------------- | -------------------- | -------------- | -- | -- | -- | -- | --- | --- | ---- |
| 1.               | Östersund            | 1.             | 3. | –  | 1. | –  | –   | 1.  | 91%  |
| 2.               | Pokljuka             | 1.             | 1. | –  | –  | 1. | –   | –   | 97%  |
| 3.               | Nové Město na Moravě | 1.             | 1. | 1. | –  | –  | –   | –   | 93%  |
| 4.               | Oberhof              | 8.             | 1. | 3. | –  | –  | –   | –   | 85%  |
| 5.               | Ruhpolding           | 1.             | 1. | –  | –  | 9. | –   | –   | 95%  |
| 6.               | Anterselva           | –              | –  | 5. | 2. | –  | –   | –   | 88%  |
| 7.               | Pchjongčchang        | 3.             | 1. | –  | –  | 1. | –   | –   | 84%  |
| 8.               | Kontiolahti          | 1.             | 5. | –  | –  | –  | –   | –   | 85%  |
| 9.               | Holmenkollen         | 2.             | 2. | 1. | –  | –  | –   | –   | 93%  |
| Celkové umístění | Celkové umístění     | 1.             | 1. | 1. | 1. | 2. | 2.  | 2.  | 90 % |
| Celkové umístění | Celkové umístění     | 1322 bodů (1.) |    |    |    | 2. | 2.  | 2.  | 90 % |

Sezóna 2017/18
| ČSP              | Místo            | SP             | SZ | HZ  | IZ | ŠT  | SŠT | SZD | STŘ |
| ---------------- | ---------------- | -------------- | -- | --- | -- | --- | --- | --- | --- |
| 1.               | Östersund        | 2.             | 1. | –   | 3. | –   | –   | 4.  |     |
| 2.               | Hochfilzen       | 2.             | 3. | –   | –  | –   | –   | –   |     |
| 3.               | Annecy           | 2.             | 2. | 1.  | –  | –   | –   | –   |     |
| 4.               | Oberhof          | 1.             | 1. | –   | –  | –   | –   | –   |     |
| 5.               | Ruhpolding       | –              | –  | 2.  | 1. | 2.  | –   | –   |     |
| 6.               | Anterselva       | 2.             | 2. | 1.  | –  | –   | –   | –   |     |
| 7.               | Kontiolahti      | DNS            | –  | 2.  | –  | –   | –   | –   |     |
| 8.               | Holmenkollen     | 3.             | 1. | –   | –  | DNS | –   | –   |     |
| 9.               | Ťumeň            | 1.             | 1. | 19. | –  | –   | –   | –   |     |
| Celkové umístění | Celkové umístění | 1.             | 1. | 1.  | 1. | 3.  | 3.  | 3.  |     |
| Celkové umístění | Celkové umístění | 1116 bodů (1.) |    |     |    | 3.  | 3.  | 3.  |     |

Sezóna 2018/19
| ČSP              | Místo                | SP             | SZ          | HZ          | IZ          | ŠT          | SŠT         | SZD         | STŘ         |
| ---------------- | -------------------- | -------------- | ----------- | ----------- | ----------- | ----------- | ----------- | ----------- | ----------- |
| 1.               | Pokljuka             | 24.            | DNF         | –           | 1.          | –           | 1.          | –           |             |
| 2.               | Hochfilzen           | 2.             | 1.          | –           | –           | –           | –           | –           |             |
| 3.               | Nové Město na Moravě | 43.            | 5.          | 9.          | –           | –           | –           | –           |             |
| 4.               | Oberhof              | 7.             | 4.          | –           | –           | 2.          | –           | –           |             |
| 5.               | Ruhpolding           | 4.             | –           | 4.          | –           | 3.          | –           | –           |             |
| 6.               | Anterselva           | 4.             | 5.          | 4.          | –           | –           | –           | –           |             |
| 7.               | Canmore              | nestartoval    | nestartoval | nestartoval | nestartoval | nestartoval | nestartoval | nestartoval | nestartoval |
| 8.               | Soldier Hollow       | nestartoval    | nestartoval | nestartoval | nestartoval | nestartoval | nestartoval | nestartoval | nestartoval |
| 9.               | Holmenkollen         | nestartoval    | nestartoval | nestartoval | nestartoval | nestartoval | nestartoval | nestartoval | nestartoval |
| Celkové umístění | Celkové umístění     | 11.            | 10.         | 12.         | 12.         |             |             |             |             |
| Celkové umístění | Celkové umístění     | 648 bodů (12.) |             |             |             |             |             |             |             |

Sezóna 2019/20
| ČSP              | Místo                | SP            | SZ      | HZ      | IZ      | ŠT      | SŠT     | SZD     | STŘ |
| ---------------- | -------------------- | ------------- | ------- | ------- | ------- | ------- | ------- | ------- | --- |
| 1.               | Östersund            | 5.            | –       | –       | 1.      | 2.      | –       | 9.      |     |
| 2.               | Hochfilzen           | 10.           | 10.     | –       | –       | –       | –       | –       |     |
| 3.               | Annecy               | 12.           | 7.      | 5.      | –       | –       | –       | –       |     |
| 4.               | Oberhof              | 1.            | –       | 1.      | –       | 2.      | –       | –       |     |
| 5.               | Ruhpolding           | 1.            | 1.      | –       | –       | 1.      | –       | –       |     |
| 6.               | Pokljuka             | –             | –       | 5.      | 2.      | –       | –       | –       |     |
| 7.               | Nové Město na Moravě | 6.            | –       | 14.     | –       | –       | –       | –       |     |
| 8.               | Kontiolahti          | 2.            | 1.      | –       | –       | –       | zrušeno | zrušeno |     |
| 9.               | Holmenkollen         | zrušeno       | zrušeno | zrušeno | zrušeno | zrušeno | zrušeno | zrušeno |     |
| Celkové umístění | Celkové umístění     | 1.            | 2.      | 3.      | 1.      | 2.      | 2.      | 2.      | 92% |
| Celkové umístění | Celkové umístění     | 911 bodů (2.) |         |         |         | 2.      | 2.      | 2.      | 92% |

### Juniorská mistrovství
Zúčastnil se dvou Mistrovství světa juniorů v biatlonu. Nejlepším výsledkem je pro něj zisk bronzové medaile ze štafety z šampionátu v italském Martellu v roce 2007. Individuálně se dokázal nejlépe umístit na 5. místě ve vytrvalostním závodě na stejném mistrovství.
| Sezóna  | D   | Místo      | SP  | SZ  | IZ | ŠT | Věk    |
| ------- | --- | ---------- | --- | --- | -- | -- | ------ |
| 2006/07 | MSJ | Martell    | 9.  | 9.  | 5. | 3. | 19 let |
| 2007/08 | MSJ | Ruhpolding | 11. | 10. | 8. | 5. | 20 let |

## Vítězství ve světovém poháru

### Individuální
Fourcade celkově zaznamenal 79 individuálních triumfů ve světovém poháru (14 IZ, 23 SP, 28 SZ, 14 HZ); do světového poháru se nezapočítávaly dva triumfy ze stíhacího závodu a vytrvalostního závodu na olympiádě v Soči 2014 ani dva triumfy ze stíhacího a hromadného závodu na olympiádě v Pchjongčchangu 2018.
| Sezóna                                         | datum              | místo                     | disciplína                         | střelba | vítězný čas  |
| ---------------------------------------------- | ------------------ | ------------------------- | ---------------------------------- | ------- | ------------ |
| 2009/10 3 vítězství (1 SP, 2 SZ)               | 14. března 2010    | Kontiolahti               | stíhací závod na 12,5 km           | 1+0+0+0 | 32:35,1 min  |
| 2009/10 3 vítězství (1 SP, 2 SZ)               | 18. března 2010    | Oslo Holmenkollen         | stíhací závod na 12,5 km           | 0+0     | 26:08,1 min  |
| 2009/10 3 vítězství (1 SP, 2 SZ)               | 20. března 2010    | Oslo Holmenkollen         | stíhací závod na 12,5 km           | 1+0+1+1 | 33:46,9 min  |
| 2010/11 3 vítězství (1 SZ, 2 HZ)               | 22. ledna 2011     | Anterselva                | závod s hromadným startem na 15 km | 0+0+1+0 | 35:33,4 min  |
| 2010/11 3 vítězství (1 SZ, 2 HZ)               | 13. února 2011     | Fort Kent                 | závod s hromadným startem na 15 km | 0+0+2+0 | 39:48,9 min  |
| 2010/11 3 vítězství (1 SZ, 2 HZ)               | 6. března 2011     | Chanty-Mansijsk (MS)      | stíhací závod na 12,5 km           | 0+1+2+0 | 33:02,6 min  |
| 2011/12 8 vítězství (1 IZ, 3 SP, 3 SZ, 1 HZ)   | 30. listopadu 2011 | Östersund                 | vytrvalostní závod na 20 km        | 0+0+0+1 | 53:29,8 min  |
| 2011/12 8 vítězství (1 IZ, 3 SP, 3 SZ, 1 HZ)   | 4. prosince 2011   | Östersund                 | stíhací závod na 12,5 km           | 0+0+0+0 | 32:56,0 min  |
| 2011/12 8 vítězství (1 IZ, 3 SP, 3 SZ, 1 HZ)   | 11. února 2012     | Kontiolahti               | sprint na 10 km                    | 0+1     | 24:58,2 min  |
| 2011/12 8 vítězství (1 IZ, 3 SP, 3 SZ, 1 HZ)   | 3. března 2012     | Ruhpolding (MS)           | sprint na 10 km                    | 0+0     | 24:18,6 min  |
| 2011/12 8 vítězství (1 IZ, 3 SP, 3 SZ, 1 HZ)   | 4. března 2012     | Ruhpolding (MS)           | stíhací závod na 12,5 km           | 1+1+0+2 | 31:54,2 min  |
| 2011/12 8 vítězství (1 IZ, 3 SP, 3 SZ, 1 HZ)   | 11. března 2012    | Ruhpolding (MS)           | závod s hromadným startem na 15 km | 0+1+1+0 | 38:25,4 min  |
| 2011/12 8 vítězství (1 IZ, 3 SP, 3 SZ, 1 HZ)   | 16. března 2012    | Chanty-Mansijsk           | sprint na 10 km                    | 0+0     | 26:40,2 min  |
| 2011/12 8 vítězství (1 IZ, 3 SP, 3 SZ, 1 HZ)   | 17. března 2012    | Chanty-Mansijsk           | stíhací závod na 12,5 km           | 0+0+1+0 | 34:47,1 min  |
| 2012/13 10 vítězství (3 IZ, 3 SP, 2 SZ, 2 HZ)  | 28. listopadu 2012 | Östersund                 | vytrvalostní závod na 20 km        | 0+1+0+0 | 50:44,7 min  |
| 2012/13 10 vítězství (3 IZ, 3 SP, 2 SZ, 2 HZ)  | 2. prosince 2012   | Östersund                 | stíhací závod na 12,5 km           | 0+0+1+0 | 33:03,5 mi   |
| 2012/13 10 vítězství (3 IZ, 3 SP, 2 SZ, 2 HZ)  | 12. ledna 2013     | Ruhpolding                | sprint na 10 km                    | 0+0     | 23:51,5 min  |
| 2012/13 10 vítězství (3 IZ, 3 SP, 2 SZ, 2 HZ)  | 13. ledna 2013     | Ruhpolding                | závod s hromadným startem na 15 km | 0+0+0+0 | 36:27,7 min  |
| 2012/13 10 vítězství (3 IZ, 3 SP, 2 SZ, 2 HZ)  | 14. února 2013     | Nové Město na Moravě (MS) | vytrvalostní závod na 20 km        | 0+0+0+1 | 49:43,0 min  |
| 2012/13 10 vítězství (3 IZ, 3 SP, 2 SZ, 2 HZ)  | 2. března 2013     | Oslo Holmenkollen         | stíhací závod na 12,5 km           | 0+1+0+1 | 33:48,2 min  |
| 2012/13 10 vítězství (3 IZ, 3 SP, 2 SZ, 2 HZ)  | 7. března 2013     | Soči                      | vytrvalostní závod na 20 km        | 1+0+0+0 | 49:40,6 min  |
| 2012/13 10 vítězství (3 IZ, 3 SP, 2 SZ, 2 HZ)  | 9. března 2013     | Soči                      | sprint na 10 km                    | 0+0     | 25:17,3 min  |
| 2012/13 10 vítězství (3 IZ, 3 SP, 2 SZ, 2 HZ)  | 15. března 2013    | Chanty-Mansijsk           | sprint na 10 km                    | 0+0     | 24:22,6 min  |
| 2012/13 10 vítězství (3 IZ, 3 SP, 2 SZ, 2 HZ)  | 17. března 2013    | Chanty-Mansijsk           | závod s hromadným startem na 15 km | 0+1+0+0 | 41:51,4 min  |
| 2013/14 5 vítězství (1 IZ, 1 SP, 1 SZ, 2 HZ)   | 28. listopadu 2013 | Östersund                 | vytrvalostní závod na 20 km        | 0+0+0+0 | 50:10,9 min  |
| 2013/14 5 vítězství (1 IZ, 1 SP, 1 SZ, 2 HZ)   | 30. listopadu 2013 | Östersund                 | sprint na 10 km                    | 0+1     | 15:33,3 min  |
| 2013/14 5 vítězství (1 IZ, 1 SP, 1 SZ, 2 HZ)   | 9. prosince 2013   | Hochfilzen                | stíhací závod na 12,5 km           | 0+0+1+0 | 32:43,3 min  |
| 2013/14 5 vítězství (1 IZ, 1 SP, 1 SZ, 2 HZ)   | 5. ledna 2014      | Oberhof                   | závod s hromadným startem na 15 km | 1+0+0+0 | 37:39,4 min  |
| 2013/14 5 vítězství (1 IZ, 1 SP, 1 SZ, 2 HZ)   | 23. března 2014    | Oslo Holmenkollen         | závod s hromadným startem na 15 km | 0+0+1+0 | 40:59,9 min  |
| 2014/15 8 vítězství (2 IZ, 3 SP, 2 SZ, 1 HZ)   | 6. prosince 2014   | Östersund                 | sprint na 10 km                    | 0+0     | 24:46,6 min  |
| 2014/15 8 vítězství (2 IZ, 3 SP, 2 SZ, 1 HZ)   | 7. prosince 2014   | Östersund                 | stíhací závod na 12,5 km           | 2+1+0+1 | 33:54,9 min  |
| 2014/15 8 vítězství (2 IZ, 3 SP, 2 SZ, 1 HZ)   | 14. prosince 2014  | Hochfilzen                | stíhací závod na 12,5 km           | 0+0+0+0 | 32:53,7 min  |
| 2014/15 8 vítězství (2 IZ, 3 SP, 2 SZ, 1 HZ)   | 10. ledna 2015     | Oberhof                   | sprint na 10 km                    | 1+0     | 27:02,5 min  |
| 2014/15 8 vítězství (2 IZ, 3 SP, 2 SZ, 1 HZ)   | 11. ledna 2015     | Oberhof                   | závod s hromadným startem na 15 km | 0+0+0+0 | 44:52,0 min  |
| 2014/15 8 vítězství (2 IZ, 3 SP, 2 SZ, 1 HZ)   | 12. února 2015     | Oslo Holmenkollen         | vytrvalostní závod na 20 km        | 0+0+0+0 | 51:26,8 min  |
| 2014/15 8 vítězství (2 IZ, 3 SP, 2 SZ, 1 HZ)   | 12. března 2015    | Kontiolahti (MS)          | vytrvalostní závod na 20 km        | 1+0+0+0 | 47:29,4 min  |
| 2014/15 8 vítězství (2 IZ, 3 SP, 2 SZ, 1 HZ)   | 19. března 2015    | Chanty-Mansijsk           | sprint na 10 km                    | 0+0     | 23:47,0 min  |
| 2015/16 10 vítězství (2 IZ, 3 SP, 4 SZ, 1 HZ)  | 5. prosince 2015   | Östersund                 | sprint na 10 km                    | 1+1     | 24:02,0 min  |
| 2015/16 10 vítězství (2 IZ, 3 SP, 4 SZ, 1 HZ)  | 6. prosince 2015   | Östersund                 | stíhací závod na 12,5 km           | 1+0+1+1 | 31:22,4 min  |
| 2015/16 10 vítězství (2 IZ, 3 SP, 4 SZ, 1 HZ)  | 12. prosince 2015  | Hochfilzen                | stíhací závod na 12,5 km           | 0+2+0+0 | 31:19,9 min  |
| 2015/16 10 vítězství (2 IZ, 3 SP, 4 SZ, 1 HZ)  | 10. ledna 2016     | Ruhpolding                | závod s hromadným startem na 15 km | 0+1+0+0 | 34:07,2 min  |
| 2015/16 10 vítězství (2 IZ, 3 SP, 4 SZ, 1 HZ)  | 13. ledna 2016     | Ruhpolding                | vytrvalostní závod na 20 km        | 0+0+1+0 | 50:53,9 min  |
| 2015/16 10 vítězství (2 IZ, 3 SP, 4 SZ, 1 HZ)  | 4. února 2016      | Canmore                   | sprint na 10 km                    | 0+0     | 23:51,5 min  |
| 2015/16 10 vítězství (2 IZ, 3 SP, 4 SZ, 1 HZ)  | 12. února 2016     | Presque Isle              | stíhací závod na 12,5 km           | 1+1+0+0 | 31:04,4 min  |
| 2015/16 10 vítězství (2 IZ, 3 SP, 4 SZ, 1 HZ)  | 5. března 2016     | Oslo Holmenkollen (MS)    | sprint na 10 km                    | 0+0     | 25:35,4 min  |
| 2015/16 10 vítězství (2 IZ, 3 SP, 4 SZ, 1 HZ)  | 6. března 2016     | Oslo Holmenkollen (MS)    | stíhací závod na 12,5 km           | 0+0+1+2 | 32:56,5 min  |
| 2015/16 10 vítězství (2 IZ, 3 SP, 4 SZ, 1 HZ)  | 10. března 2016    | Oslo Holmenkollen (MS)    | vytrvalostní závod na 20 km        | 0+1+0+0 | 49:13,9 min  |
| 2016/17 14 vítězství (1 IZ, 5 SP, 6 SZ, 2 HZ)  | 1. prosince 2016   | Östersund                 | vytrvalostní závod na 20 km        | 0+2+0+0 | 51:33,8 min  |
| 2016/17 14 vítězství (1 IZ, 5 SP, 6 SZ, 2 HZ)  | 3. prosince 2016   | Östersund                 | sprint na 10 km                    | 0+0     | 23:31,9 min  |
| 2016/17 14 vítězství (1 IZ, 5 SP, 6 SZ, 2 HZ)  | 9. prosince 2016   | Pokljuka                  | sprint na 10 km                    | 0+0     | 23:11,7 min  |
| 2016/17 14 vítězství (1 IZ, 5 SP, 6 SZ, 2 HZ)  | 10. prosince 2016  | Pokljuka                  | stíhací závod na 12,5 km           | 0+0+0+0 | 30:27,4 min  |
| 2016/17 14 vítězství (1 IZ, 5 SP, 6 SZ, 2 HZ)  | 15. prosince 2016  | Nové Město na Moravě      | sprint na 10 km                    | 0+1     | 23:48,0 min  |
| 2016/17 14 vítězství (1 IZ, 5 SP, 6 SZ, 2 HZ)  | 17. prosince 2016  | Nové Město na Moravě      | stíhací závod na 12,5 km           | 0+1+0+0 | 32:53,6 min  |
| 2016/17 14 vítězství (1 IZ, 5 SP, 6 SZ, 2 HZ)  | 18. prosince 2016  | Nové Město na Moravě      | závod s hromadným startem na 15 km | 0+1+0+0 | 36:18,9 min  |
| 2016/17 14 vítězství (1 IZ, 5 SP, 6 SZ, 2 HZ)  | 7. ledna 2017      | Oberhof                   | stíhací závod na 12,5 km           | 0+1+0+0 | 36:45,7 min  |
| 2016/17 14 vítězství (1 IZ, 5 SP, 6 SZ, 2 HZ)  | 13. ledna 2017     | Ruhpolding                | sprint na 10 km                    | 0+0     | 22:34,2 min  |
| 2016/17 14 vítězství (1 IZ, 5 SP, 6 SZ, 2 HZ)  | 15. ledna 2017     | Ruhpolding                | stíhací závod na 12,5 km           | 0+2+1+0 | 33:57,5 min  |
| 2016/17 14 vítězství (1 IZ, 5 SP, 6 SZ, 2 HZ)  | 12. února 2017     | Hochfilzen (MS)           | stíhací závod na 12,5 km           | 0+0+0+1 | 30:16,9 min  |
| 2016/17 14 vítězství (1 IZ, 5 SP, 6 SZ, 2 HZ)  | 4. března 2017     | Pchjongčchang             | stíhací závod na 12,5 km           | 0+0+0+0 | 31:24,2 min  |
| 2016/17 14 vítězství (1 IZ, 5 SP, 6 SZ, 2 HZ)  | 10. března 2017    | Kontiolahti               | sprint na 10 km                    | 0+1     | 22:17,0 min  |
| 2016/17 14 vítězství (1 IZ, 5 SP, 6 SZ, 2 HZ)  | 19. března 2017    | Oslo Holmenkollen         | závod s hromadným startem na 15 km | 0+0+0+0 | 37:49,6 min  |
| 2017/18 9 vítězství (1 IZ, 2 SP, 4 SZ, 2 HZ)   | 3. prosince 2017   | Östersund                 | stíhací závod na 12,5 km           | 1+0+0+0 | 30:12,2 min  |
| 2017/18 9 vítězství (1 IZ, 2 SP, 4 SZ, 2 HZ)   | 16. prosince 2017  | Annecy, Francie           | závod s hromadným startem na 15 km | 0+0+0+0 | 36:30,3 min  |
| 2017/18 9 vítězství (1 IZ, 2 SP, 4 SZ, 2 HZ)   | 5. ledna 2018      | Oberhof                   | sprint na 10 km                    | 0+0     | 25:03,3 min  |
| 2017/18 9 vítězství (1 IZ, 2 SP, 4 SZ, 2 HZ)   | 6. ledna 2018      | Oberhof                   | stíhací závod na 12,5 km           | 1+0+0+0 | 32:23,6 min  |
| 2017/18 9 vítězství (1 IZ, 2 SP, 4 SZ, 2 HZ)   | 10. ledna 2018     | Ruhpolding                | vytrvalostní závod na 20 km        | 0+0+0+1 | 44:27,9 min  |
| 2017/18 9 vítězství (1 IZ, 2 SP, 4 SZ, 2 HZ)   | 21. ledna 2018     | Anterselva                | závod s hromadným startem na 15 km | 0+1+0+1 | 40:18,6 min  |
| 2017/18 9 vítězství (1 IZ, 2 SP, 4 SZ, 2 HZ)   | 17. března 2018    | Holmenkollen              | stíhací závod na 12,5 km           | 0+1+0+1 | 31:31,6 min  |
| 2017/18 9 vítězství (1 IZ, 2 SP, 4 SZ, 2 HZ)   | 22. března 2018    | Ťumeň                     | sprint na 10 km                    | 0+0     | 25:49,0 min  |
| 2017/18 9 vítězství (1 IZ, 2 SP, 4 SZ, 2 HZ)   | 24. března 2018    | Ťumeň                     | stíhací závod na 12,5 km           | 0+0+0+1 | 32:09,7 min  |
| 2018/19 2 vítězství (1 IZ, 1 SZ)               | 6. prosince 2018   | Pokljuka                  | vytrvalostní závod na 20 km        | 0+0+0+0 | 49:09,2 min  |
| 2018/19 2 vítězství (1 IZ, 1 SZ)               | 15. prosince 2018  | Hochfilzen                | stíhací závod na 12,5 km           | 0+0+0+0 | 32:22,3 min  |
| 2019/2020 7 vítězství (2 IZ, 2 SP, 2 SZ, 1 HZ) | 4. prosince 2019   | Östersund                 | vytrvalostní závod na 20 km        | 0+0+0+1 | 53:11,9 min  |
| 2019/2020 7 vítězství (2 IZ, 2 SP, 2 SZ, 1 HZ) | 9. ledna 2020      | Oberhof                   | sprint na 10 km                    | 0+0     | 25:27,2 min  |
| 2019/2020 7 vítězství (2 IZ, 2 SP, 2 SZ, 1 HZ) | 12. ledna 2020     | Oberhof                   | závod s hromadným startem na 15 km | 0+1+0+1 | 41:01,4 min  |
| 2019/2020 7 vítězství (2 IZ, 2 SP, 2 SZ, 1 HZ) | 17. ledna 2020     | Ruhpolding                | sprint na 10 km                    | 0+0     | 22:41,5 min  |
| 2019/2020 7 vítězství (2 IZ, 2 SP, 2 SZ, 1 HZ) | 19. ledna 2020     | Ruhpolding                | stíhací závod na 12,5 km           | 0+0+0+0 | 31:26,8 min  |
| 2019/2020 7 vítězství (2 IZ, 2 SP, 2 SZ, 1 HZ) | 19. února 2020     | Anterselva (MS)           | vytrvalostní závod na 20 km        | 0+0+0+1 | 49:43,1 min. |
| 2019/2020 7 vítězství (2 IZ, 2 SP, 2 SZ, 1 HZ) | 14. března 2020    | Kontiolahti               | stíhací závod na 12,5 km           | 0+0+1+2 | 31:25,4 min. |

### Týmová
Fourcade celkově zaznamenal 14 týmových triumfů ve světovém poháru (9 ŠT, 3 SŠT, 2 SZD). Do světového poháru se nezapočítával triumf ze smíšené štafety na olympiádě v Pchjongčchangu 2018.
| D                                  | datum              | místo             | spoluzávodníci                                                   | disciplína                       | střelba na úseku | vítězný čas   |
| ---------------------------------- | ------------------ | ----------------- | ---------------------------------------------------------------- | -------------------------------- | ---------------- | ------------- |
| 2009/10 1 vítězství (1 ŠT)         | 6. prosince 2009   | Östersund         | Vincent Jay Vincent Defrasne Simon Fourcade                      | štafeta na 4x7,5 km              | 0+2 0+1          | 1:15:10,3 min |
| 2011/12 1 vítězství (1 ŠT)         | 22. ledna 2012     | Anterselva        | Jean-Guillaume Béatrix Simon Fourcade Alexis Bœuf                | štafeta na 4x7,5 km              | 0+1 0+1          | 1:12:14,7 min |
| 2012/13 2 vítězství (2 ŠT)         | 10. ledna 2013     | Ruhpolding        | Simon Fourcade Jean-Guillaume Béatrix Alexis Bœuf                | štafeta na 4x7,5 km              | 0+0 0+0          | 1:13:11,2 min |
| 2012/13 2 vítězství (2 ŠT)         | 20. ledna 2013     | Anterselva        | Simon Fourcade Jean-Guillaume Béatrix Alexis Bœuf                | štafeta na 4x7,5 km              | 0+2 0+2          | 1:13:26,0 min |
| 2013/14 1 vítězství (1 ŠT)         | 19. ledna 2014     | Anterselva        | Simon Fourcade Alexis Bœuf Jean-Guillaume Béatrix                | štafeta na 4x7,5 km              | 0+0 0+0          | 1:14:34,1 min |
| 2014/15 1 vítězství (1 SŠT)        | 30. listopadu 2014 | Östersund         | Anaïs Bescondová Anaïs Chevalierová Simon Fourcade               | smíšená štafeta na 2x6+2x7,5 km  | 0+0 0+2          | 1:15:05,5 min |
| 2015/16 2 vítězství (1 SŠT, 1 SZD) | 7. února 2016      | Canmore           | Marie Dorinová Habertová                                         | smíšený závod dvojic na 6+7,5 km | 0+0 0+2          | 37:59,0 min   |
| 2015/16 2 vítězství (1 SŠT, 1 SZD) | 3. března 2016     | Oslo Holmenkollen | Anaïs Bescondová Marie Dorinová Habertová Quentin Fillon Maillet | smíšená štafeta na 2x6+2x7,5 km  | 0+0 0+1          | 1:14:01,0 min |
| 2016/17 3 vítězství (2 ŠT, 1 SZD)  | 27. listopadu 2016 | Östersund         | Marie Dorinová Habertová                                         | smíšený závod dvojic na 6+7,5 km | 0+0 0+1          | 35:43,5 min   |
| 2016/17 3 vítězství (2 ŠT, 1 SZD)  | 11. prosince 2016  | Pokljuka          | Jean-Guillaume Béatrix Quentin Fillon Maillet Simon Desthieux    | štafeta na 4x7,5 km              | 0+1 0+0          | 1:11:56,5 min |
| 2016/17 3 vítězství (2 ŠT, 1 SZD)  | 5. března 2017     | Pchjongčchang     | Jean-Guillaume Béatrix Simon Fourcade Simon Desthieux            | štafeta na 4x7,5 km              | 0+2 0+2          | 1:12:09,5 min |
| 2018/19                            | 2. prosince 2018   | Pokljuka          | Anaïs Bescondová Justine Braisazová Simon Desthieux              | smíšená štafeta na 2x6+2x7,5 km  | 0+0 0+0          | 1:10:02,8 min |
| 2019/20 2 vítězství (2x ŠT)        | 18. ledna 2020     | Ruhpolding        | Émilien Jacquelin Simon Desthieux Quentin Fillon Maillet         | štafeta na 4×7,5 km              | 0+0 0+0          | 1:18:11,2 min |
| 2019/20 2 vítězství (2x ŠT)        | 22. února 2020     | Anterselva        | Émilien Jacquelin Simon Desthieux Quentin Fillon Maillet         | štafeta na 4×7,5 km              | 0+0 0+0          | 1:12:35,9 min |